# Drept pozitiv
Dreptul pozitiv (latină ius positum) se referă la normele juridice create de oameni care impun sau stabilesc anumite acțiuni. De asemenea, dreptul pozitiv include stabilirea de drepturi specifice pentru indivizi sau grupuri. Din punct de vedere etimologic, termenul provine din verbul „a pune” (latină ponere), reflectând natura sa de norme instituite de autorități competente.
Conceptul de drept pozitiv se diferențiază de dreptul natural, care cuprinde drepturi inerente conferite nu prin acte legislative, ci de „Dumnezeu, natură sau rațiune”. Dreptul pozitiv se referă la normele juridice aplicabile într-un anumit moment (prezent sau trecut) și într-un anumit loc, incluzând legea scrisă și jurisprudența, în măsura în care aceasta este obligatorie. Dreptul pozitiv este constituit din norme adoptate de autoritățile competente pentru a reglementa comportamentul într-o societate organizată, și este caracterizat prin aplicarea sa concretă și specifică. Mai specific, dreptul pozitiv poate fi descris ca „dreptul efectiv și specific promulgat sau adoptat de autoritatea competentă pentru reglementarea unei societăți juridice organizate.”

## Lex humanaversuslex posita
Toma de Aquino a confundat dreptul uman (lex humana) cu dreptul pozitiv (lex posita sau ius positivum). Totuși, există o distincție subtilă între ele. Dreptul uman se referă la lege din perspectiva originilor sale (adică cine a instituit-o), în timp ce dreptul pozitiv se referă la lege din perspectiva legitimității sale. Dreptul pozitiv este considerat valabil prin voința autorității care l-a creat, ceea ce înseamnă că pot exista atât drept pozitiv divin, cât și drept pozitiv uman. Teoria dreptului pozitiv derivă din puterea care l-a instituit. Acest tip de drept este esențial, deoarece este creat de oameni sau impus de stat pentru a proteja drepturile indivizilor, pentru a soluționa conflictele civile și, în final, pentru a menține ordinea și siguranța în societate. În traducerea literală, lex posita se referă la „legea stabilită” mai degrabă decât la „dreptul pozitiv”. În Summa contra Gentiles, Toma de Quino însuși discută despre dreptul pozitiv divin, afirmând „Si autem lex sit divinitus posita, auctoritate divina dispensatio fieri potest (dacă legea este dată divin, dispensația poate fi acordată de autoritatea divină)” și „Lex autem a Deo posita est (dar legea a fost stabilită de Dumnezeu)”. Martin Luther și Juan de Torquemada au recunoscut de asemenea conceptul dreptului pozitiv divin.
Thomas Mackenzie, un teoretician al dreptului, a împărțit dreptul în patru categorii, incluzând două tipuri de drept pozitiv: dreptul pozitiv divin, dreptul natural, dreptul pozitiv al statelor independente și dreptul națiunilor. Dreptul pozitiv divin, care „se referă la îndatoririle religioase”, provine din revelație și este considerat de origine divină, fiind diferit de dreptul natural divin, care este „recunoscut exclusiv prin rațiune, fără intervenția revelației”. Al treilea, dreptul pozitiv al statelor independente, se referă la dreptul instituit de „puterea supremă în stat”. Cu alte cuvinte, acesta reprezintă dreptul pozitiv creat de oameni și aplicabil în contextul național. Al patrulea, dreptul națiunilor, reglementează „relațiile dintre statele independente în contextul interacțiunilor lor reciproce” și se ocupă cu normele care guvernează relațiile internaționale.
Toma de Aquino nu întâmpină dificultăți în acceptarea conceptului de drept pozitiv divin și drept pozitiv uman, deoarece nu impune cerințe care să excludă fie oamenii, fie divinitatea din actul de instituire a legii. Această acceptare reflectă o viziune în care legea este văzută ca un sistem complex care îmbină voința divină cu cea umană. Cu toate acestea, pentru alți filozofi, precum Thomas Hobbes și John Austin, coexistenta dreptului pozitiv divin și a dreptului pozitiv uman s-a dovedit a fi problematică. În timp ce Toma de Aquino (și Thomas Mackenzie) au împărțit suveranitatea în două domenii distincte – spiritual (Dumnezeu) și temporal (suveranitatea supremă în stat) – Hobbes și Austin au susținut existența unui suveran unic, nedivizat, ca sursa supremă a legii. Această abordare generează o problemă: un suveran temporal nu poate coexista cu un drept pozitiv divin universal, iar dacă dreptul pozitiv divin nu se aplică tuturor oamenilor, atunci Dumnezeu nu poate fi considerat suveran absolut. În consecință, Hobbes și Austin au negat existența dreptului pozitiv divin și au investit suveranitatea exclusiv în oameni, care sunt totuși supuși dreptului natural divin. Astfel, autoritatea temporală devine suverană și este responsabilă pentru transpunerea dreptului natural divin în dreptul pozitiv uman. Aceste poziții filozofice influențează profund înțelegerea noastră a rolului legii și al autorității în societate.
James Bernard Murphy, un filozof al dreptului contemporan, observă: „Deși filozofii adesea utilizează termenul pozitiv pentru a specifica dreptul uman, acest termen și conceptul nu sunt întotdeauna adecvate pentru această sarcină. Întregul drept divin este pozitiv în sursă, iar multe aspecte ale sale sunt pozitive în conținut...”.

## Pozitivismul juridic
Acest termen este uneori utilizat pentru a se referi la filozofia juridică cunoscută sub numele de pozitivism juridic, distinctă de școlile dreptului natural și realismul juridic.
Diferite filozofi au elaborat teorii care contrastează dreptul pozitiv cu dreptul natural. Școala normativă de la Brno a acordat prioritate dreptului pozitiv datorită caracterului său rațional. Filozofii liberali clasici și libertarieni, în general, preferă dreptul natural în detrimentul pozitivismului juridic. Pentru Jean-Jacques Rousseau, filozoful francez, dreptul pozitiv reprezenta libertatea față de obstacolele interne. Printre cei mai importanți susținători ai pozitivismului juridic în secolul XX se numără Hans Kelsen, atât în perioada sa europeană, înainte de 1940, cât și în perioada americană, până la decesul său în 1973, și filozoful britanic H. L. A. Hart.
Kelsen a fost cunoscut pentru elaborarea teoriei sale a normelor și pentru influența sa asupra constituționalismului și dreptului internațional. Hart, pe de altă parte, a dezvoltat o teorie a dreptului care accentuează importanța regulilor sociale și a recunoscut complexitatea aplicării dreptului într-o societate pluralistă.